# Маслов Валерій Павлович
Валерій Павлович Маслов (28 квітня 1940, Усть-Большерецький район, Хабаровский край, РРФСР, СРСР — 27 липня 2017, Москва, Росія) — радянський спортсмен. Восьмиразовий чемпіон світу із хокею з м'ячем. Заслужений майстер спорту.

## Життєпис
Народився в родині військового. Того часу Маслови мешкали у військовому містечку, що розташовувалося в Усть-Большерецькому районі Хабаровського краю. Виступав за юнацькі спортивні команди:
з 1952 — «Фрезер» (Перово, Московська область);
з 1954 — «Крила Рад» (Жуковський, Московська область);
з 1956 — ФШМ (Москва);
з 1958 — «Труд» (Калінінград, Московська область).
Перші тренери — Марк Семенович Левін і Михайло Іванович Мухортов. Одним з партнерів у хокейній команді «Фрезер» був Едуард Стрельцов.
З 1959 року виступав за хокейну команду «Труд» (Калінінград). У першому чемпіонаті підмосковна команда стала сьомою, а в наступній першості — четвертою (відразу після грандів: «Динамо» (Москва), СКА (Свердловськ) і ЦСКА). В обох сезонах ставав кращим бомбардиром клубу (11 і 18 голів). Найбільш відомим одноклубником був Віталій Данилов (п'ятиразовий чемпіон світу). Також виступав за футбольну команду клубу, що брала участь у змаганнях другого дивізіону.
Улітку 1961 року перейшов до хокейної команди московського «Динамо», але перші офіційні матчі провів на футбольних полях. У 40-50 роках багато спортсменів виступали впродовж усього року (Всеволод Бобров, Василь Трофімов Михайло Бичков та інші). У 60-х роках, останнім з таких універсалів, був Валерій Маслов. Протягом всієї ігрової кар'єри його найкращими рисами були витривалість і працездатність. Майже в кожному матчі було до снаги грати на високому рівні від першої до останньої хвилини. Більших успіхів досяг у хокеї з м'ячем: восьмиразовий чемпіон світу, десятиразовий чемпіон СРСР, триразовий володар Кубка європейських чемпіонів. Визнавався найкращим нападником чемпіонату світу (1973) і Радянського Союзу (1970, 1973). Тринадцять разів обирався до списку найкращих хокеїстів сезону в СРСР (1960—1964, 1968, 1970, 1972, 1974—1978). Був капітаном збірної СРСР.
Більшість часу у збірній і московському «Динамо» грав під керівництвом Василя Трофімова. Нагороджений медаллю «За трудову доблесть» (30.05.1969) і пам'ятною медаллю міжнародної федерації «За видатні здобутки у розвитку хокею з м'ячем» (1976). 1960 року виконав норматив майстра спорту. 1965 став спочатку майстром спорту міжнародного класу, а після третьої перемоги на чемпіонаті світу — заслуженим майстром спорту.
У футбольній команді виступав під керівництвом Олександра Пономарьова, В'ячеслава Соловйова і Костянтина Бєскова. Чемпіон СРСР 1963 року і дворазовий володар кубка. У вищій лізі провів 319 ігор, 50 голів. Другий показник у команді за кількістю проведених матчів, на сім більше у Льва Яшина. До списку «33 кращих футболістів» країни обирався шість разів (1963, 1964, 1965, 1967, 1968, 1970). Найкращі стосунки у команді були з Віктором Анічкіним і Ігорем Численком. У збірній грав епізодично: у 1964 і 1967 роках провів вісім офіційних матчів. Головним чином, на це вплинула тогочасна система гри з двома півзахисниками (4+2+4). Основними хавбеками команди Радянського Союзу у 60-ті були «торпедівець» Валерій Воронін і киянин Йожеф Сабо.
Існує думка, що Валерій Маслов був капітаном і збірної СРСР з футболу. Однак, ця інформації не підтверджується на сайтах «Збірна Росії по футболу» і «Європейський футбол»: 1964 року капітаном був Валентин Іванов, а 1967 — Альберт Шестерньов і Йожеф Сабо (1 матч).
По завершенні ігрової кар'єри займався тренерською діяльністю.
Помер 27 липня 2017 року після тривалої хвороби в Москві. Похований на Троєкурівському цвинтарі.

## Статистика

### Хокей з м'ячем
- Чемпіон світу (8): 1961, 1963, 1965, 1967, 1971, 1973, 1975, 1977
- Чемпіон СРСР (10): 1963, 1964, 1965, 1967, 1970, 1972, 1973, 1975, 1976, 1978
- Срібний призер (5): 1966, 1968, 1971, 1974, 1977
- Бронзовий призер (1): 1962
- Володар Кубка європейський чемпіонів (3): 1976, 1977, 1979

| Сезон  | Команда  | Ігри | Голи |
| ------ | -------- | ---- | ---- |
| 1960   | «Труд»   |      | 11   |
| 1961   | «Труд»   |      | 18   |
| 1962   | «Динамо» | 8    | 4    |
| 1963   | «Динамо» | 13   | 6    |
| 1964   | «Динамо» | 18   | 17   |
| 1965   | «Динамо» | 15   | 14   |
| 1966   | «Динамо» | 18   | 13   |
| 1967   | «Динамо» | 21   | 18   |
| 1968   | «Динамо» | 15   | 10   |
| 1969   | «Динамо» | 5    | 1    |
| 1970   | «Динамо» | 28   | 37   |
| 1971   | «Динамо» | 19   | 8    |
| 1972   | «Динамо» | 25   | 14   |
| 1973   | «Динамо» | 24   | 19   |
| 1974   | «Динамо» | 26   | 22   |
| 1975   | «Динамо» | 24   | 16   |
| 1976   | «Динамо» | 23   | 14   |
| 1977   | «Динамо» | 24   | 15   |
| 1978   | «Динамо» | 23   | 9    |
| 1979   | «Динамо» | 23   | 6    |
| Всього | Всього   |      | 271  |

### Футбол
- Чемпіон СРСР (1): 1963
- Срібний призер (3): 1962, 1967, 1970
- Володар Кубка СРСР (2): 1967, 1970

| №                      | Дата       | Господарі    | Рахунок | Гості        | Голи                                                           | Примітки                    |
| ---------------------- | ---------- | ------------ | ------- | ------------ | -------------------------------------------------------------- | --------------------------- |
| 1                      | 20.05.1964 | СРСР         | 1-0     | Уругвай      | Мудрик                                                         |                             |
| 2                      | 11.10.1964 | Австрія      | 1-0     | СРСР         | Глехнер                                                        |                             |
| 3                      | 30.08.1967 | СРСР         | 2-0     | Фінляндія    | Хурцилава, Численко                                            | відбір до чемпіонату Європи |
| 4                      | 06.09.1967 | Фінляндія    | 2-5     | СРСР         | Пелтонен, Сюряваара — Сабо (2), Маслов, Банішевський, Малофєєв | відбір до чемпіонату Європи |
| 5                      | 01.10.1967 | СРСР         | 2-2     | Швейцарія    | Блаттлер, Перро — Хурцилава, Пфіртер (автогол)                 |                             |
| 6                      | 08.10.1967 | Болгарія     | 1-2     | СРСР         | Дерменджієв — Стрельцов, Банішевський                          |                             |
| 7                      | 15.10.1967 | Австрія      | 1-0     | СРСР         | Гройсам                                                        | відбір до чемпіонату Європи |
| 8                      | 29.11.1967 | Нідерланди   | 3-1     | СРСР         | Вері (2), Ромейн — Маслов                                      |                             |
| Олімпійська збірна     |            |              |         |              |                                                                |                             |
| 1                      | 22.07.1963 | СРСР         | 7-0     | Фінляндія    | Серебряніков (2), Казаков (2), Матвєєв (2), Біба               |                             |
| 2                      | 01.08.1963 | Фінляндія    | 0-4     | СРСР         | Серебряніков, Біба, Казаков, Матвєєв                           |                             |
| 3                      | 07.06.1964 | СРСР         | 1-1     | НДР          | Копаєв — Кляймінгер                                            |                             |
| Кубок володарів кубків |            |              |         |              |                                                                |                             |
| 1                      | 15.09.1971 | «Олімпіакос» | 0-2     | «Динамо» М   | Козлов, Гребнєв                                                |                             |
| 2                      | 30.09.1971 | «Динамо» М   | 1-2     | «Олімпіакос» | Сабо — Тріантафулос, Гаїтатзіс                                 |                             |

Статистика клубних виступів:
| Сезон  | Клуб              | Ліга   | Чемпіонат | Чемпіонат | Кубок | Кубок | Інші турніри | Інші турніри | Інші турніри | Разом | Разом |
| Сезон  | Клуб              | Ліга   | Ігри      | Голи      | Ігри  | Голи  | Т            | Ігри         | Голи         | Ігри  | Голи  |
| ------ | ----------------- | ------ | --------- | --------- | ----- | ----- | ------------ | ------------ | ------------ | ----- | ----- |
| 1961   | «Динамо» (Москва) | Д-1    | 11        | 3         |       |       |              |              |              | 11    | 3     |
| 1962   | «Динамо» (Москва) | Д-1    | 27        | 3         | 3     | 1     |              |              |              | 30    | 4     |
| 1963   | «Динамо» (Москва) | Д-1    | 38        | 3         | 4     | 0     |              |              |              | 42    | 3     |
| 1964   | «Динамо» (Москва) | Д-1    | 32        | 2         | 5     | 1     |              |              |              | 37    | 3     |
| 1965   | «Динамо» (Москва) | Д-1    | 30        | 7         | 1     | 0     |              |              |              | 31    | 7     |
| 1966   | «Динамо» (Москва) | Д-1    | 30        | 8         | 2     | 0     |              |              |              | 32    | 8     |
| 1967   | «Динамо» (Москва) | Д-1    | 29        | 5         | 6     | 2     | Пр.          | 2            | 0            | 37    | 7     |
| 1968   | «Динамо» (Москва) | Д-1    | 38        | 5         | 2     | 0     | Пр.          | 5            | 0            | 45    | 5     |
| 1969   | «Динамо» (Москва) | Д-1    | 32        | 8         | 1     | 0     |              |              |              | 33    | 8     |
| 1970   | «Динамо» (Москва) | Д-1    | 34        | 6         | 6     | 0     |              |              |              | 40    | 6     |
| 1971   | «Динамо» (Москва) | Д-1    | 18        | 0         |       |       | КК           | 2            | 0            | 20    | 0     |
| Всього | Всього            | Всього | 319       | 50        | 30    | 4     |              | 9            | 0            | 358   | 54    |

## Тренерська діяльність
| Роки      | Вид спорту     | Команда                   | Посада             | Примітки |
| --------- | -------------- | ------------------------- | ------------------ | -------- |
| 1981–1982 | футбол         | «Спартак» (Орджонікідзе)  | тренер             |          |
| 1983      | футбол         | «Спартак» (Орджонікідзе)  | головний тренер    |          |
| 1986–1987 | футбол         | «Локомотив» (Москва)      | селекціонер        |          |
| 1987–1989 | хокей з м'ячем | «Юність» (Омськ)          | головний тренер    |          |
| 1989–1990 | футбол         | «Сокіл» (Саратов)         | тренер             |          |
| 1990–1992 | хокей з м'ячем | «Юність» (Омськ)          | тренер-консультант |          |
| 1992–1997 | хокей з м'ячем | «Будівельник» (Сиктивкар) | головний тренер    |          |
| 1993–1996 | хокей з м'ячем | РОсія (юніори)            | головний тренер    |          |
| 1998–2000 | хокей з м'ячем | «Агрохім» (Березняки)     | головний тренер    |          |
| 2004      | футбол         | «Титан» (Москва)          | головний тренер    |          |
| 2005–2011 | футбол         | «Локомотив» (Москва)      | селекціонер        |          |

Досягнення
- 1993 — «Будівельник» (Сиктивкар) став срібним призером першого чемпіонату Росії;
- 1994 — юніорська збірна Росії стала чемпіоном світу;
- 1994 — відзначений званням «Заслужений тренер Росії»;
- 1998 — нагороджений орденом Пошани.